# Souris West
Souris West es un municipio rural canadiense situado en la provincia de Isla del Príncipe Eduardo.

## Superficie
Souris West tiene una superficie de 7,73 km².

## Demografía
En 2021, tenía 379 habitantes, una densidad poblacional de 49 hab./km², y 227 viviendas.